# کائورو کودوهارا
کائورو کودوهارا (ژاپنی: 門原 かおる؛ زادهٔ ۲۵ مهٔ ۱۹۷۰) بازیکن فوتبال اهل ژاپن و عضو تیم ملی فوتبال زنان ژاپن است که در تاریخ ۴ دسامبر ۱۹۹۳ میلادی اولین بازی ملی‌اش را انجام داد. او در ۱۲ بازی ملی حضور داشت و آخرین بازی ملی خود را در تاریخ ۲۵ ژوئیه ۱۹۹۶ میلادی انجام داد. کائورو کودوهارا در بازی‌های ملی‌اش
۱ گل به ثمر رساند.